# Jezioro Działyńskie (Pojezierze Gnieźnieńskie)
Jezioro Działyńskie – jezioro w Polsce, w województwie wielkopolskim, w powiecie gnieźnieńskim, w gminie Kłecko na Pojezierzu Gnieźnieńskim. Przez jezioro przepływa rzeka Mała Wełna, dopływ Wełny. Na wschodnim brzegu jeziora leży wieś Działyń, przy zachodnim – wieś Brzozogaj.

## Dane morfometryczne
Zwierciadło wody położone jest na wysokości 102,3 metrów n. p. m. Powierzchnia zwierciadła wody wynosi 25,5 ha. Głębokość maksymalna wynosi 14,1 m, głębokość średnia – 6,9 m. Objętość wynosi 1749,1 m³.